# 11965 Катуллус
11965 Катуллус (11965 Catullus) — астероїд головного поясу, відкритий 12 серпня 1994 року.
Тіссеранів параметр щодо Юпітера — 3,221.